# Домбровский, Александр Георгиевич
Александр Георгиевич Домбровский (укр. Олександр Георгійович Домбровський; род. 7 июля 1962, Калиновка, Винницкая область) — украинский политический и государственный деятель. С 2005 по 2010 год занимал должность председателя Винницкой областной государственной администрации. До этого, с 2002 года — градоначальник Винницы. Депутат Верховной Рады Украины VII-VIII созывов.
Был членом политсовета партии Народный союз «Наша Украина».

## Биография
Отец — инженер-строитель, мать была работником библиотеки (преждевременно умерла). После окончания Калиновской средней школы № 3 в 1979 году поступил в Винницкий политехнический институт на факультет автоматики и телемеханики, который окончил с отличием.
После окончания института работал на комсомольской работе, был избран первым секретарем Винницкого горкома комсомола.
В 1990 году окончил аспирантуру и работал научным сотрудником научно-исследовательской части кафедры Винницкого политехнического института. В течение 1990—1991 годов возглавлял отдел внешнеэкономических исследований Винницкого городского центра НТТМ. Впоследствии был назначен директором внешнеторговой фирмы предприятия «Центр».
С 1995 года — президент акционерного общества «Подольский центр делового сотрудничества». Последующие годы — директор подразделения «Филиал № 2» производственного объединения «Южный машиностроительный завод им. А. М. Макарова».
В 1998 году был избран депутатом Винницкого городского совета, возглавлял постоянную комиссию по вопросам промышленности, строительства, транспорта и связи.
С апреля 2002 по февраль 2005 года — Винницкий городской голова. Победил в предвыборной гонке со значительным отрывом.
В 2003 году получил второе высшее образование в Институте международных отношений Киевского национального университета имени Тараса Шевченко по специальности «Международные валютно-кредитные отношения».
В 2004 году защитил кандидатскую диссертацию в Институте мировой экономики и международных отношений при Национальном академии наук Украины и получил степень кандидата экономических наук.
Во время Оранжевой революции Винницкий городской совет, где председательствовал Домбровский, не признал результаты второго тура. Александр Домбровский был сторонником Виктора Ющенко, членом Комитета национального спасения.
В феврале 2005 года назначен председателем Винницкой областной государственной администрации.
Александр Домбровский единственный из всех губернаторов, кто сохранил свой пост во главе ОГА течение каденции президента Виктор Ющенко. 6 апреля 2010 года освобождён от должности председателя ОГА президентом Виктором Януковичем.
После прихода к власти Виктора Януковича и Партии регионов Александр Домбровский вышел из партии «Наша Украина». На выборы в областной совет осенью 2010 года он пошёл в составе партии «Единство», провёл в состав совета и возглавил фракцию «Единство Винницкой», но не смог, как надеялся, занять должность председателя, уступив регионалу Сергей Татусяку. Также после этих выборов создал Институт глобальных трансформаций.
На выборах в Верховную Раду 2012 года был избран народным депутатом Украины от избирательного округа № 11. Самовыдвиженец. В парламенте стал внефракционным и членом Комитета по вопросам аграрной политики и земельных отношений.
8 февраля 2013 года по иску Юрия Кармазина, Евгения Угля и Анатолия Дацко в ЦИК ВАСУ признал недостоверными результаты выборов народных депутатов в одномандатных округах № 11 (Винница) и № 71 (Закарпатская область), где избранные соответственно Александр Домбровский и Павел Балога. ВАСУ отменил постановление ЦИК в части регистрации указанных народных депутатов и признал отсутствие у них статуса и полномочий народных депутатов Украины. После победы Евромайдана, 22 февраля Верховная Рада восстановила Власенко, Домбровского и Балогу в должности депутатов.
Президент Петр Порошенко назначил депутата Верховной Рады Александра Домбровского (внефракционного) внештатным советником президента. Об этом говорится в указе № 781 от 13 октября.
На выборах в Верховную Раду 2014 года переизбран народным депутатом Украины от избирательного округа № 11, выдвинувшись от Блока Порошенко и набрав 51 % голосов. В парламенте стал первым заместителем главы Комитета по вопросам топливно-энергетического комплекса, ядерной политики и ядерной безопасности.
1 ноября 2018 года были введены российские санкции против 322 граждан Украины, включая Александра Домбровского.
Женат. Вместе с женой Ириной (1963 г.р.) воспитали сына Андрея (1982 г.р.) и дочь Татьяну (1985 г.р.).

## Награды и звания
Автор ряда научных работ по вопросам международной экономики и систем управления. Указом Президента Украины в июне 2007 года Александру Домбровскому присвоено почётное звание «Заслуженный экономист Украины».
В 2004 году признан победителем в номинациях «Человек года» и «Городской голова года».